# Miejski Klub Sportowy Pogoń Świebodzin
O Miejski Klub Sportowy Pogoń Świebodzin (mais conhecido simplesmente como Pogoń Świebodzin), é uma agremiação poliesportiva Polaca com sede na cidade de mesmo nome.

## História
Em 1953, como resultado da fusão de Spójnia e Unia Świebodzin, foi criado "Pogoń" Świebodzin. Em 1958, "Pogoń" fundiu-se com o Świebodzin Termostal e mudou seu nome para "Olimpia" Świebodzin. Em 1966, no lugar da disputada Olympia, foi estabelecido o "Pogoń" Świebodzin Sports Club, que estava sob os cuidados do Lubuski Fabryka Mebli em Świebodzin. Em 1996, o nome foi mudado para o Sport Club "Pogoń" Świebodzin. Na temporada 1996/1997, a terceira liga Pogoń levou o segundo lugar, que continua a ser o maior sucesso da liga do clube. Uma temporada depois, a equipe conseguiu outro sucesso - 1/16 da final da Copa da Polônia, onde perdeu de 1: 3 em casa (após prorrogação) com Amica Wronki aparecendo na primeira liga. Em 2009, o nome do clube foi mudado para o Miejski Klub Sportowy "Pogoń" Świebodzin. Em 2013-2017, o clube enfrentou problemas organizacionais e ficou inativo durante a maior parte do período. Em 2017 anos foi reativado na base do clube "Santos" Swiebodzin como o "Pursuit" Municipal Sports Association e Swiebodzin. Na temporada 2018/2019 disputa o Grupo IV da Lubuska liga.

## Campanhas de Destaque
- 2° lugar na terceira liga de 2016/2017
- Vice Campeão da Copa da Polônia (1997/1998)